# Didierea madagascariensis
Didierea madagascariensis is een succulent uit de familie Didiereaceae. Samen met Didierea trollii vormt deze soort het geslacht Didierea. De plant is endemisch in het zuidwesten van Madagaskar.
De plant staat in appendix II van CITES, wat betekent dat exemplaren alleen mogen worden uitgevoerd uit Madagaskar als daar een speciale CITES-vergunning voor is verleend.
In Nederland heeft de Botanische Tuin Kerkrade de plant in zijn collectie.